# Französische Badmintonmeisterschaft 2006
Die Französische Badmintonmeisterschaft 2006 fand in Castelnaudary statt. Es war die 57. Austragung der nationalen Titelkämpfe im Badminton in Frankreich.

## Titelträger
| Disziplin    | Sieger                         |
| ------------ | ------------------------------ |
| Herreneinzel | Simon Maunoury                 |
| Dameneinzel  | Pi Hongyan                     |
| Herrendoppel | Erwin Kehlhoffner Thomas Quéré |
| Damendoppel  | Elodie Eymard Weny Rahmawati   |
| Mixed        | Svetoslav Stoyanov Pi Hongyan  |